# Вага (Архангельская область)
Вага — населённый пункт (тип: железнодорожная станция) в Вельском районе Архангельской области. Входит в состав Вельского городского поселения.

## География
Населённый пункт расположен в южной части области, к северу от реки Вага на расстоянии примерно в 6 километрах по прямой к юго-востоку от районного центра Вельск.

### Часовой пояс
Населённый пункт Вага как и вся Архангельская область, находится в часовой зоне МСК (московское время). Смещение применяемого времени относительно UTC составляет +3:00.